# ABC motorcycles
ABC motorcycles est un ancien fabricant britannique de motos. Les motocyclettes siglées ABC ont été conçues par la All British Engine Company Ltd, (ABC) fondée en 1912 par Ronald Charteris à Londres et construites sous licence par différentes sociétés jusqu'en 1925. 

## Historique

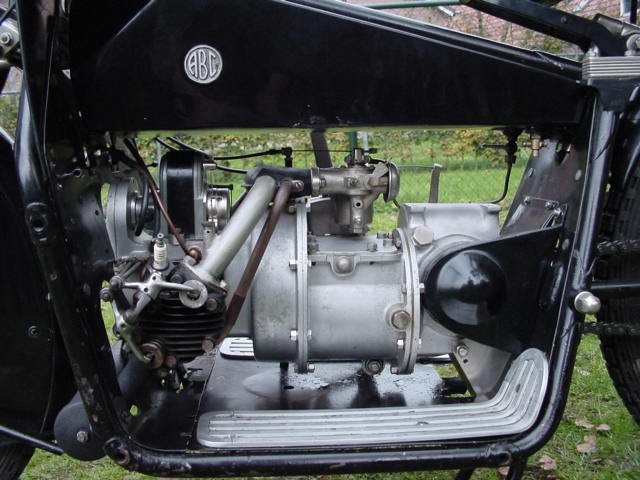
ABC Sopwith 400 cc engine.

Avec l'ingénieur en chef Granville Bradshaw, Ronald Charteris a conçu et construit une gamme de moteurs auxiliaires tout au long de la Première Guerre mondiale (pompes, démarreurs, générateurs… ). Dès 1912 ABC produisit des prototypes de moto avec différents types de cadres et de moteurs bicylindres montés en long ou en travers. 
En 1918, ABC a fabriqué sa machine la plus célèbre, mue par un bicylindre à plat (flat-twin)  de 400 cc, monté cylindres en travers, plusieurs années avant BMW. En 1926 Bradshaw contestait l'utilisation par BMW de son brevet. En 1919, ABC conçut aussi le Scootamota, un des premiers scooters à moteur. La production de motos a cessé après 1924 car beaucoup trop coûteuse par rapport à la concurrence. 

## Développement

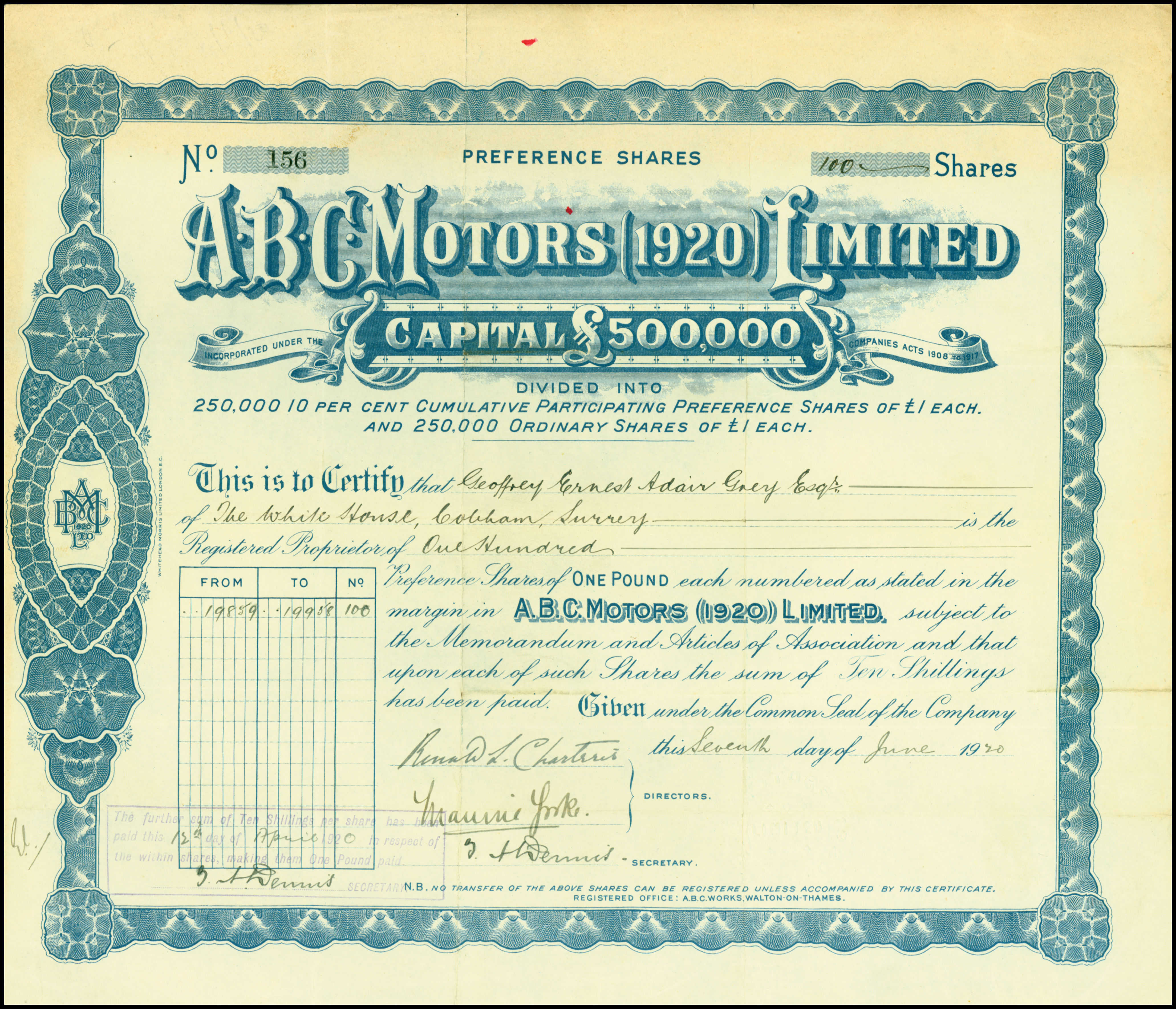
Action préférentielle de ABC Motors (1920) Ltd., émise le 7 Juin 1920.

ABC a toujours entretenu une étroite relation  avec le constructeur d'avion Sopwith Aviation Company, sa voisine à Brooklands, ainsi en 1912, un avion Sopwith mû par un moteur ABC et piloté par Harry Hawker remportât le Michelin Endurance Prize. La gamme comporte trois modèles : type A Touring et type B Sport à soupapes opposées, et type C à soupapes culbutées.   
La fabrication des motos complètes est assurée par la filiale ABC road motors Ltd, même déménagée à Walton-on-Thames ses capacités restent très limitées, aussi en décembre 1918, ABC transfère les droits de fabrication et de vente de motos à Sopwith Aviation Co Ltd, permettant à Granville Bradshaw d'ABC Motors de se concentrer sur la conception d'autres engins. En 1919 au salon Motor Cycle show, ils exposèrent conjointement la Sopwith 390 cc, dotée d'un moteur à soupapes en tête (OHV), bicylindres opposées horizontalement, novatrice avec suspension avant et arrière par ressorts à lames, des freins «expansibles», lubrification par carter humide, une boîte de transmission à quatre vitesses, ainsi qu'un des premiers cadres berceaux duplex (entourant le moteur). Manquait à cette version un mécanisme de démarrage.  L'ABC 400 a été fabriquée sous licence par la Sopwith Aviation & Engineering Co à Kingston-upon-Thames et 2200 ont été produites. Les modèles ultérieurs comportaient une distribution améliorée, un tachymètre et l'éclairage électrique. En option on pouvait monter un side-car Montgomery.
En 1920, une société nouvelle, l'ABC Motors (1920) Ltd a été créée pour fabriquer des moteurs d'avions, ainsi que des voitures légères et des motocyclettes, toutes devant être équipées d'un moteur bicylindre à plat conçu par Bradshaw. 

## Modèles

### ABC400cm3

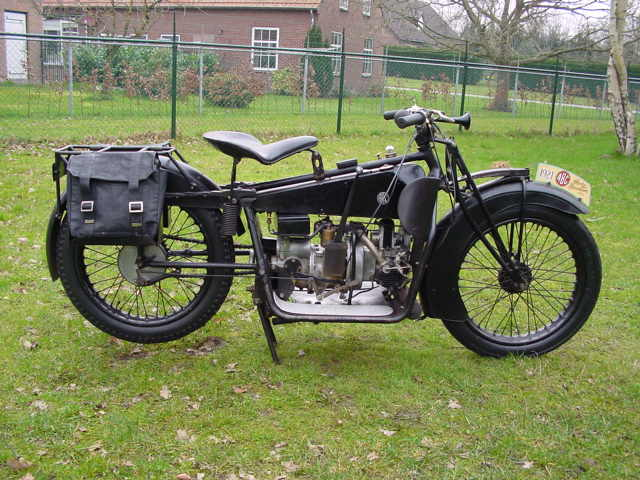
1920 ABC 400 cm3.

Produit entre 1919 et 1925, l'ABC 400 utilisait un moteur de 398 cc, bicylindre  à plat (flat-twin), quatre temps, à soupapes en tête, boîte de transmission à quatre vitesses avec grille en H et d'un carburateur (avancé pour l'époque) de chez Claudel-Hobsob permettant une vitesse de pointe de 110 km/h.

### ABC500cm3
En 1920 le fabricant français de moteur d'avion  Gnome & Rhône, en mal de diversification après la guerre, achetât la licence via une société ad hoc la Société Française des Moteurs ABC, mais très rapidement fiabilisât le moteur, tout en portant la cylindrée à 493 cc.  Entre 1920 et 1924, plus de 3 000 motos ABC « françaises » furent fabriquées dont au moins quatre exemplaires ont survécu.

### ABC Skootamota

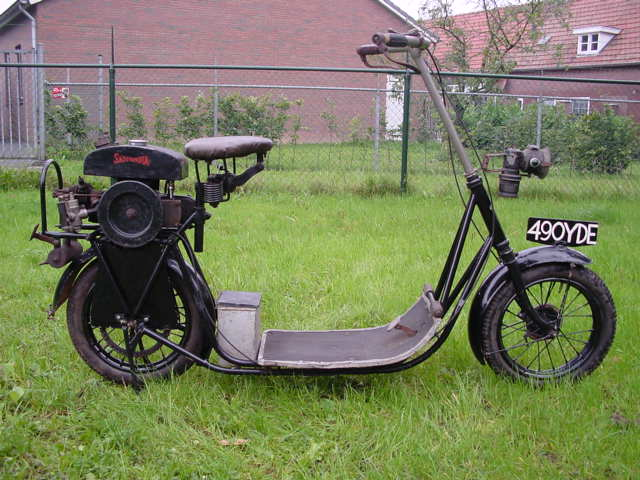
L'ABC Skootamota.

L’ingénieur Bradshaw conçu aussi le Skootamota, ancêtre du scooter, construit par Gilbert Campling Ltd, vendu sous la marque ABC Skootamota.
Le Skootamota était très stable malgré de petites roues. Le monocylindre de 123 cc situé au-dessus de la roue arrière entrainait celle-ci par une chaîne. Les premières versions utilisaient des moteurs quatre temps avec l'admission au-dessus de l'échappement (IOE engine) mais les versions ultérieures reçurent des moteurs à soupapes en tête (moteurs OHV ). Le Skootamota freinait grâce à des sangles latérales sur les deux roues. La large selle et le marchepied spacieux assuraient le confort du pilote. Le Skootamota ne dépassait pas les 25 km/h. Sa production a cessé en 1922.

## Disparition
Le passage de la production d'aéronefs à la fabrication de motos se révélant plus difficile que prévu, et leurs coûts de fabrication plus élevés d'environ 30 % face aux nombreux concurrents, la production par ABC cessât après 1923, bien qu'une  production sous licence se soit poursuivie en Allemagne jusqu'en 1925.
Une autre société appelée ABC amis à Birmingham entre 1922 et 1924, indépendante de Charteris ou Bradshaw, a produit au moins deux modèles de  motocyclettes en 247 cc et 269 cc avec des moteurs Villiers. 
Ont aussi existé des motos A.B.C. vers 1904, construites par les Ateliers Balestibeau à Castillon-sur-Dordogne, mues par des moteurs Zedel ou Amstoutz. ABC étant probablement l'acronyme pour Ateliers Balestibeau Castillon.

## Voir également